# Dinitrogentetraoxid
Dinitrogentetraoxid (N2O4) er en oxiderende, stærkt giftig og æstende forbindelse af kvælstof og ilt. Ved reaktion med vand danner det salpetersyre.

## Tekniske anvendelser
Nitrogentetraoxid bruges som hypergolisk iltningsmiddel sammen med hydrazin som brændstof i raketmotorer.